# New York Daily Sentinel
Le New York Daily Sentinel, fondé en 1830 par Benjamin Day, Willoughby Lynde et William J. Stanley, fut l'un des premiers quotidiens américains à un cent.

## Histoire
En 1830, Benjamin Day n'est qu'un imprimeur de vingt ans, qui loue ses services à la journée , quand il décide de créer un journal accessible à tous, car bon marché.  Arrivé à New York en 1829, il n'avait travaillé que pour des journaux commerciaux.  Il reçoit le soutien de Willoughby Lynde et William J. Stanley, qui lanceront de leur côté en 1834 The New York Transcript. 
Le journal est alors politisé et proche du Workingmen Party, qui souhaite défendre les classes laborieuses de New York et rêve d'une diffusion du savoir dans toute la société, grâce au développement de la presse. Il est dirigé par une équipe de six personnes, toutes des imprimeurs. Trois ans après la création du New York Daily Sentinel, l'un de ses fondateurs, Benjamin Day décide de créer un autre quotidien, qu'il appelle le The Sun (New York), avec pour devise « il brille pour tout le monde. » Ce sera le plus gros tirage de la presse américaine au milieu du siècle. George Henry Evans, futur fondateur du journal The Man et inspirateur du Homestead Act de 1862, rachète le titre et fixe son prix à un cent, au moment où se développe dans New York une tendance à vendre des journaux de la Penny Press.